# 3778 Редже
3778 Редже (3778 Regge) — астероїд головного поясу, відкритий 26 квітня 1984 року.
Тіссеранів параметр щодо Юпітера — 3,296.